# Hans Krüsi
Hans Krüsi, né le 15 avril 1920 à Zurich et mort le 9 septembre 1995 à Saint-Gall, est un créateur d'art brut suisse.

## Biographie
Enfant illégitime, Hans Krüsi est adopté à l’âge de deux ans par des paysans de Suisse alémanique, à Speicher, puis placé huit ans plus tard dans un orphelinat. Il exerce d'abord différents métiers, valet de ferme, forestier, aide-jardinier, avant de vendre des fleurs, d’abord à Zurich, puis à Berne et dans le canton de Vaud. Il s'établit à Saint-Gall en 1948 et se déplace alors presque tous les jours à Zurich pour vendre des fleurs.
En 1975, il commence à peindre des tableautins au format carte postale représentant son environnement quotidien à la campagne et à les vendre avec ses fleurs. Il dessine également au feutre sur des serviettes en papier. Des galeristes s'intéressent à ses œuvres à partir de 1980, et il commence à être exposé. 
Son œuvre se diversifie alors considérablement. Tout en continuant à peindre, il fait notamment des centaines d'enregistrements sonores de la « musique du quotidien », cloches d'église, clochettes au cou des vaches ou chants d'oiseaux. Il utilise également la photocopie pour créer des variations de ses dessins et prend des milliers de photos et de Polaroïds montrant son logis, ses animaux, ses expositions ou lui-même. Il crée aussi des objets, comme les « machines à vaches » permettant de faire défiler grâce à deux rouleaux des vaches peintes sur des bandes de papier. Mais ce n'est qu'à la fin de sa vie qu'il parvient à vivre de son art.

## Discographie
- Hans Krüsi, EX HK., Alga Marghen, 2008